# Liste des planètes mineures (741001-742000)
Voici la liste des planètes mineures numérotées de 741001 à 742000. Les planètes mineures sont numérotées lorsque leur orbite est confirmée, ce qui peut parfois se produire longtemps après leur découverte. Elles sont classées ici par leur numéro.

## Planètes mineures 741001 à 742000
- (741001) 2005 EN308
- (741002) 2005 ED309
- (741003) 2005 EK314
- (741004) 2005 EH320
- (741005) 2005 EQ338
- (741006) 2005 EY338
- (741007) 2005 ER341
- (741008) 2005 EB342
- (741009) 2005 ED342
- (741010) 2005 EO342
- (741011) 2005 ES344
- (741012) 2005 EM345
- (741013) 2005 EN345
- (741014) 2005 EW346
- (741015) 2005 EQ347
- (741016) 2005 ER347
- (741017) 2005 EP348
- (741018) 2005 EE349
- (741019) 2005 FL17
- (741020) 2005 FY17
- (741021) 2005 FJ18
- (741022) 2005 GL15
- (741023) 2005 GT19
- (741024) 2005 GM21
- (741025) 2005 GH32
- (741026) 2005 GT36
- (741027) 2005 GY39
- (741028) 2005 GL42
- (741029) 2005 GF49
- (741030) 2005 GK51
- (741031) 2005 GG111
- (741032) 2005 GP111
- (741033) 2005 GO130
- (741034) 2005 GB150
- (741035) 2005 GM176
- (741036) 2005 GJ184
- (741037) 2005 GY196
- (741038) 2005 GQ220
- (741039) 2005 GL232
- (741040) 2005 GS232
- (741041) 2005 GV232
- (741042) 2005 GC234
- (741043) 2005 GL234
- (741044) 2005 GN234
- (741045) 2005 GO234
- (741046) 2005 GN235
- (741047) 2005 GX235
- (741048) 2005 GH236
- (741049) 2005 GK237
- (741050) 2005 GA238
- (741051) 2005 GX238
- (741052) 2005 GK239
- (741053) 2005 HE11
- (741054) 2005 HK11
- (741055) 2005 JY11
- (741056) 2005 JU15
- (741057) 2005 JR23
- (741058) 2005 JZ29
- (741059) 2005 JA36
- (741060) 2005 JF36
- (741061) 2005 JL39
- (741062) 2005 JG47
- (741063) 2005 JT49
- (741064) 2005 JM53
- (741065) 2005 JM62
- (741066) 2005 JZ95
- (741067) 2005 JM99
- (741068) 2005 JT109
- (741069) 2005 JC121
- (741070) 2005 JZ152
- (741071) 2005 JM175
- (741072) 2005 JF190
- (741073) 2005 JQ190
- (741074) 2005 JY190
- (741075) 2005 JO191
- (741076) 2005 JF194
- (741077) 2005 KV3
- (741078) 2005 KQ15
- (741079) 2005 KT15
- (741080) 2005 LM1
- (741081) 2005 LW3
- (741082) 2005 LG23
- (741083) 2005 LE27
- (741084) 2005 LS29
- (741085) 2005 LM38
- (741086) 2005 LY41
- (741087) 2005 LN44
- (741088) 2005 LU45
- (741089) 2005 LM46
- (741090) 2005 LB55
- (741091) 2005 LK55
- (741092) 2005 LY55
- (741093) 2005 LG57
- (741094) 2005 LJ59
- (741095) 2005 LR59
- (741096) 2005 MT
- (741097) 2005 MR11
- (741098) 2005 MQ20
- (741099) 2005 MA36
- (741100) 2005 MT47
- (741101) 2005 MN55
- (741102) 2005 NB12
- (741103) 2005 NG17
- (741104) 2005 NW36
- (741105) 2005 NJ46
- (741106) 2005 NV53
- (741107) 2005 NO103
- (741108) 2005 NR118
- (741109) 2005 NG129
- (741110) 2005 NH129
- (741111) 2005 NB131
- (741112) 2005 ND131
- (741113) 2005 NJ131
- (741114) 2005 NN131
- (741115) 2005 NQ131
- (741116) 2005 NM133
- (741117) 2005 OQ32
- (741118) 2005 OG33
- (741119) 2005 OK34
- (741120) 2005 OL34
- (741121) 2005 PC11
- (741122) 2005 PF14
- (741123) 2005 PB32
- (741124) 2005 PF32
- (741125) 2005 QU6
- (741126) 2005 QN11
- (741127) 2005 QZ23
- (741128) 2005 QU36
- (741129) 2005 QK41
- (741130) 2005 QU53
- (741131) 2005 QQ77
- (741132) 2005 QU77
- (741133) 2005 QF97
- (741134) 2005 QL109
- (741135) 2005 QE124
- (741136) 2005 QM134
- (741137) 2005 QE137
- (741138) 2005 QS137
- (741139) 2005 QN144
- (741140) 2005 QY144
- (741141) 2005 QU160
- (741142) 2005 QD171
- (741143) 2005 QH172
- (741144) 2005 QA173
- (741145) 2005 QR174
- (741146) 2005 QX175
- (741147) 2005 QE179
- (741148) 2005 QA193
- (741149) 2005 QY194
- (741150) 2005 QE195
- (741151) 2005 QS195
- (741152) 2005 QT195
- (741153) 2005 QB196
- (741154) 2005 QD198
- (741155) 2005 QF198
- (741156) 2005 QA199
- (741157) 2005 QO201
- (741158) 2005 QJ203
- (741159) 2005 QH207
- (741160) 2005 RQ2
- (741161) 2005 RN5
- (741162) 2005 RU5
- (741163) 2005 RE22
- (741164) 2005 RL39
- (741165) 2005 RT41
- (741166) 2005 RJ51
- (741167) 2005 RM53
- (741168) 2005 RU53
- (741169) 2005 RS56
- (741170) 2005 RQ57
- (741171) 2005 RC59
- (741172) 2005 RV61
- (741173) 2005 SU4
- (741174) 2005 SZ10
- (741175) 2005 SK20
- (741176) 2005 SR32
- (741177) 2005 SP34
- (741178) 2005 SN45
- (741179) 2005 SO47
- (741180) 2005 SQ51
- (741181) 2005 SB56
- (741182) 2005 SZ76
- (741183) 2005 SD79
- (741184) 2005 SY80
- (741185) 2005 SH93
- (741186) 2005 SB95
- (741187) 2005 SM97
- (741188) 2005 SV114
- (741189) 2005 SK137
- (741190) 2005 SY140
- (741191) 2005 SF150
- (741192) 2005 SZ153
- (741193) 2005 ST172
- (741194) 2005 SU175
- (741195) 2005 SU176
- (741196) 2005 SS185
- (741197) 2005 SP194
- (741198) 2005 SM197
- (741199) 2005 SM202
- (741200) 2005 ST206
- (741201) 2005 SN210
- (741202) 2005 SD211
- (741203) 2005 SS214
- (741204) 2005 SA216
- (741205) 2005 SS216
- (741206) 2005 SC231
- (741207) 2005 SR234
- (741208) 2005 SZ241
- (741209) 2005 SH244
- (741210) 2005 SR261
- (741211) 2005 SL269
- (741212) 2005 SV279
- (741213) 2005 SX288
- (741214) 2005 SN294
- (741215) 2005 SH296
- (741216) 2005 SB298
- (741217) 2005 SD298
- (741218) 2005 SC299
- (741219) 2005 SP299
- (741220) 2005 SK301
- (741221) 2005 TK3
- (741222) 2005 TB5
- (741223) 2005 TO13
- (741224) 2005 TE14
- (741225) 2005 TG31
- (741226) 2005 TM33
- (741227) 2005 TA34
- (741228) 2005 TW37
- (741229) 2005 TO39
- (741230) 2005 TT43
- (741231) 2005 TG49
- (741232) 2005 TU50
- (741233) 2005 TY52
- (741234) 2005 TU57
- (741235) 2005 TB63
- (741236) 2005 TC65
- (741237) 2005 TA66
- (741238) 2005 TC68
- (741239) 2005 TN78
- (741240) 2005 TY83
- (741241) 2005 TQ88
- (741242) 2005 TN133
- (741243) 2005 TG143
- (741244) 2005 TJ163
- (741245) 2005 TQ188
- (741246) 2005 TJ199
- (741247) 2005 TZ199
- (741248) 2005 TR202
- (741249) 2005 TR204
- (741250) 2005 TG208
- (741251) 2005 UV50
- (741252) 2005 UQ57
- (741253) 2005 UJ62
- (741254) 2005 UA82
- (741255) 2005 UO85
- (741256) 2005 US89
- (741257) 2005 UL120
- (741258) 2005 US121
- (741259) 2005 UT122
- (741260) 2005 UU132
- (741261) 2005 UK133
- (741262) 2005 UT164
- (741263) 2005 UG179
- (741264) 2005 UK195
- (741265) 2005 UC209
- (741266) 2005 UF211
- (741267) 2005 UG213
- (741268) 2005 UC215
- (741269) 2005 UD219
- (741270) 2005 UE223
- (741271) 2005 UD235
- (741272) 2005 UE245
- (741273) 2005 UN249
- (741274) 2005 UO265
- (741275) 2005 UN272
- (741276) 2005 UK293
- (741277) 2005 UO300
- (741278) 2005 UU310
- (741279) 2005 UC312
- (741280) 2005 UT323
- (741281) 2005 UZ355
- (741282) 2005 UO356
- (741283) 2005 UO360
- (741284) 2005 UA361
- (741285) 2005 UU364
- (741286) 2005 UG366
- (741287) 2005 UG377
- (741288) 2005 UF379
- (741289) 2005 UJ380
- (741290) 2005 UG383
- (741291) 2005 UG385
- (741292) 2005 UD386
- (741293) 2005 UW391
- (741294) 2005 UA401
- (741295) 2005 UW424
- (741296) 2005 UZ441
- (741297) 2005 UY449
- (741298) 2005 UM453
- (741299) 2005 UP464
- (741300) 2005 UR467
- (741301) 2005 UB468
- (741302) 2005 UP492
- (741303) 2005 UO516
- (741304) 2005 UU517
- (741305) 2005 UG525
- (741306) Marshallmccall
- (741307) 2005 UU525
- (741308) 2005 UK526
- (741309) 2005 UN528
- (741310) 2005 UJ533
- (741311) 2005 UQ535
- (741312) 2005 UB537
- (741313) 2005 UF541
- (741314) 2005 UN541
- (741315) 2005 UU541
- (741316) 2005 UW541
- (741317) 2005 UL542
- (741318) 2005 UZ542
- (741319) 2005 UU546
- (741320) 2005 UU547
- (741321) 2005 VE12
- (741322) 2005 VR14
- (741323) 2005 VQ20
- (741324) 2005 VZ20
- (741325) 2005 VQ27
- (741326) 2005 VF35
- (741327) 2005 VP41
- (741328) 2005 VS47
- (741329) 2005 VZ51
- (741330) 2005 VH75
- (741331) 2005 VB83
- (741332) 2005 VC89
- (741333) 2005 VS94
- (741334) 2005 VQ97
- (741335) 2005 VE116
- (741336) 2005 VQ128
- (741337) 2005 VF132
- (741338) 2005 VU135
- (741339) 2005 VW135
- (741340) 2005 VC144
- (741341) 2005 VF147
- (741342) 2005 VH147
- (741343) 2005 VU147
- (741344) 2005 VP152
- (741345) 2005 VM153
- (741346) 2005 WR10
- (741347) 2005 WP14
- (741348) 2005 WW14
- (741349) 2005 WA20
- (741350) 2005 WL29
- (741351) 2005 WC37
- (741352) 2005 WW39
- (741353) 2005 WC40
- (741354) 2005 WE45
- (741355) 2005 WC49
- (741356) 2005 WZ50
- (741357) 2005 WH51
- (741358) 2005 WS53
- (741359) 2005 WG55
- (741360) 2005 WT89
- (741361) 2005 WP95
- (741362) 2005 WX99
- (741363) 2005 WX100
- (741364) 2005 WA104
- (741365) 2005 WW113
- (741366) 2005 WL139
- (741367) 2005 WR150
- (741368) 2005 WN157
- (741369) 2005 WN159
- (741370) 2005 WK167
- (741371) 2005 WD170
- (741372) 2005 WE182
- (741373) 2005 WO190
- (741374) 2005 WR193
- (741375) 2005 WP213
- (741376) 2005 WN214
- (741377) 2005 WU214
- (741378) 2005 WK217
- (741379) 2005 WC219
- (741380) 2005 XL3
- (741381) 2005 XL12
- (741382) 2005 XA13
- (741383) 2005 XY20
- (741384) 2005 XN23
- (741385) 2005 XK30
- (741386) 2005 XP46
- (741387) 2005 XN57
- (741388) 2005 XN65
- (741389) 2005 XF71
- (741390) 2005 XY75
- (741391) 2005 XC76
- (741392) 2005 XY98
- (741393) 2005 XK114
- (741394) 2005 XO126
- (741395) 2005 XT131
- (741396) 2005 XT133
- (741397) 2005 XA134
- (741398) 2005 XB135
- (741399) 2005 YH4
- (741400) 2005 YA11
- (741401) 2005 YF28
- (741402) 2005 YR41
- (741403) 2005 YG73
- (741404) 2005 YL73
- (741405) 2005 YQ74
- (741406) 2005 YM80
- (741407) 2005 YZ97
- (741408) 2005 YM99
- (741409) 2005 YJ104
- (741410) 2005 YM104
- (741411) 2005 YL115
- (741412) 2005 YK144
- (741413) 2005 YY147
- (741414) 2005 YX149
- (741415) 2005 YE150
- (741416) 2005 YQ166
- (741417) 2005 YW174
- (741418) 2005 YV175
- (741419) 2005 YL189
- (741420) 2005 YZ199
- (741421) 2005 YW215
- (741422) 2005 YR253
- (741423) 2005 YB270
- (741424) 2005 YX270
- (741425) 2005 YO275
- (741426) 2005 YC276
- (741427) 2005 YM277
- (741428) 2005 YU277
- (741429) 2005 YR281
- (741430) 2005 YP295
- (741431) 2005 YF296
- (741432) 2005 YR296
- (741433) 2005 YY296
- (741434) 2005 YP297
- (741435) 2005 YG299
- (741436) 2005 YB300
- (741437) 2006 AW2
- (741438) 2006 AA16
- (741439) 2006 AG24
- (741440) 2006 AM41
- (741441) 2006 AK52
- (741442) 2006 AL90
- (741443) 2006 AQ102
- (741444) Abbasi
- (741445) 2006 AK110
- (741446) 2006 AR112
- (741447) 2006 AN113
- (741448) 2006 AW113
- (741449) 2006 AL114
- (741450) 2006 AE117
- (741451) 2006 BE
- (741452) 2006 BY63
- (741453) 2006 BF70
- (741454) 2006 BP71
- (741455) 2006 BJ75
- (741456) 2006 BX116
- (741457) 2006 BN141
- (741458) 2006 BG146
- (741459) 2006 BS170
- (741460) 2006 BH177
- (741461) 2006 BT177
- (741462) 2006 BN225
- (741463) 2006 BT241
- (741464) 2006 BO256
- (741465) 2006 BS264
- (741466) 2006 BN284
- (741467) 2006 BF287
- (741468) 2006 BF288
- (741469) 2006 BD289
- (741470) 2006 BV293
- (741471) 2006 BB294
- (741472) 2006 BM295
- (741473) 2006 BS296
- (741474) 2006 BD304
- (741475) 2006 CZ11
- (741476) 2006 CC69
- (741477) 2006 CY80
- (741478) 2006 CW82
- (741479) 2006 CE83
- (741480) 2006 CR84
- (741481) 2006 CB85
- (741482) 2006 CY85
- (741483) 2006 CR86
- (741484) 2006 DT34
- (741485) 2006 DT38
- (741486) 2006 DR39
- (741487) 2006 DY41
- (741488) 2006 DA48
- (741489) 2006 DR51
- (741490) 2006 DA55
- (741491) 2006 DU62
- (741492) 2006 DE68
- (741493) 2006 DL87
- (741494) 2006 DP102
- (741495) 2006 DP106
- (741496) 2006 DG115
- (741497) 2006 DB139
- (741498) 2006 DK152
- (741499) 2006 DO170
- (741500) 2006 DZ200
- (741501) 2006 DE213
- (741502) 2006 DC220
- (741503) 2006 DT220
- (741504) 2006 DB221
- (741505) 2006 DP222
- (741506) 2006 DR224
- (741507) 2006 DX224
- (741508) 2006 DE225
- (741509) 2006 DH225
- (741510) 2006 EG
- (741511) 2006 ED26
- (741512) 2006 EJ44
- (741513) 2006 EO52
- (741514) 2006 EL53
- (741515) 2006 EK65
- (741516) 2006 EP74
- (741517) 2006 EH76
- (741518) 2006 ER76
- (741519) 2006 EC79
- (741520) 2006 EF79
- (741521) 2006 FP
- (741522) 2006 FA4
- (741523) 2006 FC22
- (741524) 2006 FN35
- (741525) 2006 FL56
- (741526) 2006 FZ56
- (741527) 2006 FL57
- (741528) 2006 FY58
- (741529) 2006 FS59
- (741530) 2006 GH13
- (741531) 2006 GX17
- (741532) 2006 GR44
- (741533) 2006 GL48
- (741534) 2006 GG56
- (741535) 2006 GP56
- (741536) 2006 GP59
- (741537) 2006 HV5
- (741538) 2006 HD13
- (741539) 2006 HK20
- (741540) 2006 HD21
- (741541) 2006 HZ22
- (741542) 2006 HH23
- (741543) 2006 HU24
- (741544) 2006 HM28
- (741545) 2006 HK29
- (741546) 2006 HC43
- (741547) 2006 HT45
- (741548) 2006 HA48
- (741549) 2006 HY48
- (741550) 2006 HH50
- (741551) 2006 HD53
- (741552) 2006 HC78
- (741553) 2006 HS87
- (741554) 2006 HN100
- (741555) 2006 HL106
- (741556) 2006 HC107
- (741557) 2006 HX110
- (741558) 2006 HE117
- (741559) 2006 HO129
- (741560) 2006 HT155
- (741561) 2006 HT156
- (741562) 2006 HH159
- (741563) 2006 HB160
- (741564) 2006 JV5
- (741565) 2006 JU20
- (741566) 2006 JN27
- (741567) 2006 JN29
- (741568) 2006 JS51
- (741569) 2006 JF59
- (741570) 2006 JC63
- (741571) 2006 JL67
- (741572) 2006 JA70
- (741573) 2006 JF74
- (741574) 2006 JX74
- (741575) 2006 JM83
- (741576) 2006 JC84
- (741577) 2006 JF84
- (741578) 2006 JA88
- (741579) 2006 JZ88
- (741580) 2006 KO15
- (741581) 2006 KM21
- (741582) 2006 KU24
- (741583) 2006 KG25
- (741584) 2006 KQ28
- (741585) 2006 KO43
- (741586) 2006 KS43
- (741587) 2006 KL45
- (741588) 2006 KN57
- (741589) 2006 KV57
- (741590) 2006 KS73
- (741591) 2006 KX76
- (741592) 2006 KZ77
- (741593) 2006 KO81
- (741594) 2006 KW93
- (741595) 2006 KV95
- (741596) 2006 KL96
- (741597) 2006 KL97
- (741598) 2006 KQ102
- (741599) 2006 KY111
- (741600) 2006 KQ120
- (741601) 2006 KN142
- (741602) 2006 KY144
- (741603) 2006 KT145
- (741604) 2006 KV145
- (741605) 2006 KR146
- (741606) 2006 KC147
- (741607) 2006 KP147
- (741608) 2006 KV148
- (741609) 2006 KW148
- (741610) 2006 KE149
- (741611) 2006 KN149
- (741612) 2006 KC150
- (741613) 2006 KF150
- (741614) 2006 KQ150
- (741615) 2006 KK152
- (741616) 2006 KC154
- (741617) 2006 KS155
- (741618) 2006 KU156
- (741619) 2006 LV8
- (741620) 2006 LD9
- (741621) 2006 LE9
- (741622) 2006 ML15
- (741623) 2006 MM15
- (741624) 2006 MF16
- (741625) 2006 MK16
- (741626) 2006 OQ15
- (741627) 2006 OT21
- (741628) 2006 OK23
- (741629) 2006 OX25
- (741630) 2006 OM28
- (741631) 2006 OA31
- (741632) 2006 OO32
- (741633) 2006 OM38
- (741634) 2006 OL39
- (741635) 2006 OY39
- (741636) 2006 OK40
- (741637) 2006 PQ4
- (741638) 2006 PY7
- (741639) 2006 PL25
- (741640) 2006 QE
- (741641) 2006 QT
- (741642) 2006 QL12
- (741643) 2006 QA15
- (741644) 2006 QX17
- (741645) 2006 QF19
- (741646) 2006 QO23
- (741647) Davidge
- (741648) 2006 QH44
- (741649) 2006 QB45
- (741650) 2006 QN47
- (741651) 2006 QX49
- (741652) 2006 QY55
- (741653) 2006 QV62
- (741654) 2006 QA68
- (741655) 2006 QT72
- (741656) 2006 QQ76
- (741657) 2006 QH81
- (741658) 2006 QO87
- (741659) 2006 QW92
- (741660) 2006 QN94
- (741661) 2006 QX107
- (741662) 2006 QA108
- (741663) 2006 QQ131
- (741664) 2006 QY131
- (741665) 2006 QE137
- (741666) 2006 QV137
- (741667) 2006 QW137
- (741668) 2006 QO141
- (741669) 2006 QX141
- (741670) 2006 QD146
- (741671) 2006 QP146
- (741672) 2006 QK155
- (741673) 2006 QG160
- (741674) 2006 QO167
- (741675) 2006 QG169
- (741676) 2006 QV178
- (741677) 2006 QG188
- (741678) 2006 QS188
- (741679) 2006 QM189
- (741680) 2006 QW189
- (741681) 2006 QX189
- (741682) 2006 QF190
- (741683) 2006 QB191
- (741684) 2006 QN192
- (741685) 2006 QH195
- (741686) 2006 QE198
- (741687) 2006 QS198
- (741688) 2006 QL201
- (741689) 2006 QO202
- (741690) 2006 QG204
- (741691) 2006 QO205
- (741692) 2006 RT3
- (741693) 2006 RE21
- (741694) 2006 RN23
- (741695) 2006 RS27
- (741696) 2006 RA30
- (741697) 2006 RF32
- (741698) 2006 RG35
- (741699) 2006 RG40
- (741700) 2006 RH48
- (741701) 2006 RN49
- (741702) 2006 RF53
- (741703) 2006 RD57
- (741704) 2006 RA62
- (741705) 2006 RD68
- (741706) 2006 RT88
- (741707) 2006 RH100
- (741708) 2006 RC106
- (741709) 2006 RO107
- (741710) 2006 RA113
- (741711) 2006 RL116
- (741712) 2006 RM118
- (741713) 2006 RW119
- (741714) 2006 RW123
- (741715) 2006 SC10
- (741716) 2006 SN17
- (741717) 2006 SK20
- (741718) Simard
- (741719) 2006 SY27
- (741720) 2006 SX28
- (741721) 2006 SW39
- (741722) 2006 SL41
- (741723) 2006 SY41
- (741724) 2006 SF43
- (741725) 2006 ST49
- (741726) 2006 SW50
- (741727) 2006 SA51
- (741728) 2006 SH52
- (741729) 2006 SH55
- (741730) 2006 SF63
- (741731) 2006 SM74
- (741732) 2006 SE81
- (741733) 2006 SP81
- (741734) 2006 SD82
- (741735) 2006 SH82
- (741736) 2006 SR82
- (741737) 2006 SZ91
- (741738) 2006 SX95
- (741739) 2006 SO105
- (741740) 2006 SC114
- (741741) 2006 SL120
- (741742) 2006 SW120
- (741743) 2006 SG138
- (741744) 2006 SQ143
- (741745) 2006 SV152
- (741746) 2006 SZ158
- (741747) 2006 SC179
- (741748) 2006 SL180
- (741749) 2006 SM196
- (741750) 2006 SZ198
- (741751) 2006 SJ205
- (741752) 2006 SY205
- (741753) 2006 SB206
- (741754) 2006 SJ209
- (741755) 2006 SP241
- (741756) 2006 SO247
- (741757) 2006 SR249
- (741758) 2006 SE250
- (741759) 2006 SG251
- (741760) 2006 SM263
- (741761) 2006 SY276
- (741762) 2006 SR283
- (741763) 2006 SW283
- (741764) 2006 SS294
- (741765) 2006 SW294
- (741766) 2006 SR304
- (741767) 2006 SB307
- (741768) 2006 SZ312
- (741769) 2006 SM314
- (741770) 2006 SJ327
- (741771) 2006 SA359
- (741772) 2006 SM364
- (741773) 2006 SQ380
- (741774) 2006 SN387
- (741775) 2006 SP397
- (741776) 2006 ST397
- (741777) 2006 SB399
- (741778) 2006 SL401
- (741779) 2006 SJ404
- (741780) 2006 SL410
- (741781) 2006 SJ423
- (741782) 2006 SA426
- (741783) 2006 SN426
- (741784) 2006 SU426
- (741785) 2006 SB427
- (741786) 2006 SQ427
- (741787) 2006 SD428
- (741788) 2006 SH428
- (741789) 2006 SN428
- (741790) 2006 SO428
- (741791) 2006 SD429
- (741792) 2006 SV429
- (741793) 2006 SX429
- (741794) 2006 SA433
- (741795) 2006 SO433
- (741796) 2006 ST433
- (741797) 2006 SF436
- (741798) 2006 SY436
- (741799) 2006 SR437
- (741800) 2006 SA438
- (741801) 2006 SS438
- (741802) 2006 SQ439
- (741803) 2006 SE440
- (741804) 2006 SB441
- (741805) 2006 SX441
- (741806) 2006 SV444
- (741807) 2006 SA445
- (741808) 2006 SA446
- (741809) 2006 SX446
- (741810) 2006 SU447
- (741811) 2006 SC455
- (741812) 2006 TL7
- (741813) 2006 TK11
- (741814) 2006 TH16
- (741815) 2006 TZ18
- (741816) 2006 TX32
- (741817) 2006 TN36
- (741818) 2006 TV43
- (741819) 2006 TH52
- (741820) 2006 TL52
- (741821) Lewisknee
- (741822) 2006 TF61
- (741823) 2006 TV62
- (741824) 2006 TA72
- (741825) 2006 TO76
- (741826) 2006 TP82
- (741827) 2006 TQ82
- (741828) 2006 TG85
- (741829) 2006 TS85
- (741830) 2006 TX88
- (741831) 2006 TY89
- (741832) 2006 TD95
- (741833) 2006 TL96
- (741834) 2006 TX113
- (741835) 2006 TS118
- (741836) 2006 TR131
- (741837) 2006 TS131
- (741838) 2006 TU131
- (741839) 2006 TW131
- (741840) 2006 TN132
- (741841) 2006 TU132
- (741842) 2006 TV132
- (741843) 2006 TA133
- (741844) 2006 TU133
- (741845) 2006 TB140
- (741846) 2006 TB141
- (741847) 2006 TY142
- (741848) 2006 UR4
- (741849) 2006 UA6
- (741850) 2006 UD22
- (741851) 2006 UX29
- (741852) 2006 UR30
- (741853) 2006 UA31
- (741854) 2006 UZ31
- (741855) 2006 UH41
- (741856) 2006 UJ46
- (741857) 2006 UP49
- (741858) 2006 UQ58
- (741859) 2006 UJ63
- (741860) 2006 UG67
- (741861) 2006 UE70
- (741862) 2006 UR75
- (741863) 2006 UJ80
- (741864) 2006 UL82
- (741865) 2006 UX84
- (741866) 2006 UX86
- (741867) 2006 UC94
- (741868) 2006 UZ94
- (741869) 2006 UP95
- (741870) 2006 UF99
- (741871) 2006 UJ110
- (741872) 2006 UR122
- (741873) 2006 UB127
- (741874) 2006 UT127
- (741875) 2006 UZ133
- (741876) 2006 UM135
- (741877) 2006 UN138
- (741878) 2006 UF140
- (741879) 2006 UO146
- (741880) 2006 US146
- (741881) 2006 UD152
- (741882) 2006 UL154
- (741883) 2006 UY163
- (741884) 2006 UM165
- (741885) 2006 UC166
- (741886) 2006 US166
- (741887) 2006 UJ167
- (741888) 2006 US167
- (741889) 2006 UR186
- (741890) 2006 UE193
- (741891) 2006 UC198
- (741892) 2006 UX199
- (741893) 2006 UY205
- (741894) 2006 UX219
- (741895) 2006 UD221
- (741896) 2006 UM221
- (741897) 2006 UW224
- (741898) 2006 UQ227
- (741899) 2006 UG228
- (741900) 2006 UE236
- (741901) 2006 UR242
- (741902) 2006 UZ243
- (741903) 2006 UE246
- (741904) 2006 UP249
- (741905) 2006 UP253
- (741906) 2006 UL257
- (741907) 2006 UO258
- (741908) 2006 UY258
- (741909) 2006 UH278
- (741910) 2006 UK282
- (741911) 2006 UL286
- (741912) 2006 UX287
- (741913) 2006 UB294
- (741914) 2006 UO298
- (741915) 2006 UL319
- (741916) 2006 UO336
- (741917) 2006 UQ356
- (741918) 2006 UN358
- (741919) 2006 UP358
- (741920) 2006 UC359
- (741921) 2006 UD362
- (741922) 2006 UN366
- (741923) 2006 UL367
- (741924) 2006 UR368
- (741925) 2006 UP369
- (741926) 2006 UE370
- (741927) 2006 UE371
- (741928) 2006 UQ372
- (741929) 2006 UF377
- (741930) 2006 UN378
- (741931) 2006 UA379
- (741932) 2006 UG385
- (741933) 2006 UC387
- (741934) 2006 UN387
- (741935) 2006 UR387
- (741936) 2006 UC392
- (741937) 2006 VW1
- (741938) 2006 VG8
- (741939) 2006 VL8
- (741940) 2006 VN13
- (741941) 2006 VV18
- (741942) 2006 VS21
- (741943) 2006 VC40
- (741944) 2006 VD40
- (741945) 2006 VY41
- (741946) 2006 VO55
- (741947) 2006 VU63
- (741948) 2006 VD65
- (741949) 2006 VS69
- (741950) 2006 VU74
- (741951) 2006 VO86
- (741952) 2006 VJ88
- (741953) 2006 VA89
- (741954) 2006 VJ92
- (741955) 2006 VR95
- (741956) 2006 VD107
- (741957) 2006 VU110
- (741958) 2006 VC119
- (741959) 2006 VO122
- (741960) 2006 VV124
- (741961) 2006 VF126
- (741962) 2006 VH126
- (741963) 2006 VO127
- (741964) 2006 VM135
- (741965) 2006 VX155
- (741966) 2006 VJ161
- (741967) 2006 VP171
- (741968) 2006 VX171
- (741969) 2006 VT174
- (741970) 2006 VD176
- (741971) 2006 VG177
- (741972) 2006 VS177
- (741973) 2006 VS178
- (741974) 2006 VG179
- (741975) 2006 VE180
- (741976) 2006 VN180
- (741977) 2006 VP180
- (741978) 2006 WF7
- (741979) 2006 WT7
- (741980) 2006 WT20
- (741981) 2006 WN27
- (741982) 2006 WE30
- (741983) 2006 WB37
- (741984) 2006 WO38
- (741985) 2006 WC48
- (741986) 2006 WY52
- (741987) 2006 WT57
- (741988) 2006 WD65
- (741989) 2006 WP66
- (741990) 2006 WQ70
- (741991) 2006 WD73
- (741992) 2006 WH73
- (741993) 2006 WS77
- (741994) 2006 WB99
- (741995) 2006 WJ102
- (741996) 2006 WN107
- (741997) 2006 WY111
- (741998) 2006 WJ117
- (741999) 2006 WE119
- (742000) 2006 WM120